# Linia kolejowa nr 907
Linia kolejowa nr 907 – linia kolejowa łącząca Mętraki i Raniewo. Została otwarta w 1952 r., a jej długość wynosi 3,10 km.

## Infrastruktura

### Połączenia z innymi liniami
| punkt   | linia | linia                         | linia  | źródło |
| punkt   | numer | przebieg                      | status | źródło |
| ------- | ----- | ----------------------------- | ------ | ------ |
| Mętraki | 2     | Warszawa Zachodnia – Terespol | czynna | [ 2 ]  |
| Mętraki | 906   | Chotyłów – Mętraki            | czynna | [ 3 ]  |
| Raniewo | 904   | Zaborze – Popiel              | czynna | [ 4 ]  |